# Hof an der Steinach
Hof an der Steinach (amtlich: Hof a.d.Steinach) ist ein Gemeindeteil des Marktes Mitwitz im oberfränkischen Landkreis Kronach in Bayern. Hof war ein Teil der ehemaligen Gemeinde Hofsteinach, die aus den Gemeindeteilen Steinach an der Steinach und Hof an der Steinach bestand. Benannt wurde der Ort nach dem Fluss Steinach. Überschwemmungen sind manchmal zweimal jährlich zu erwarten, Bebauungsaktionen zur Verhinderung sind geplant.

## Geschichte
Die Erstnennung war 1291, als Iring von Kunstadt den an die Herren von Lichtenfels verliehenen Zehnt dem Kloster Sonnefeld verkaufte. Ab dem 14. Jahrhundert war die Familie von Schaumberg im Besitz der Gutsherrschaft, die sie vom Kloster Michelsberg als Lehen erhalten hatte. In einem zwischen Bayerns Ministerpräsident Maximilian von Montgelas und Prinz Leopold von Sachsen-Coburg-Saalfeld ausgehandelten Staatsvertrag aus dem Jahr 1811 wurde Hof Sachsen-Coburg zugesprochen.
Am 1. Januar 1970 bildeten die Gemeinden Hof an der Steinach und Steinach an der Steinach die neue Gemeinde Hofsteinach im Landkreis Coburg.
Hofsteinach wurde am 1. Juli 1972 aus dem Landkreis Coburg in den Landkreis Kronach umgegliedert. Am 1. Januar 1974 wurde die Gemeinde Hofsteinach aufgelöst und in den Markt Mitwitz im Landkreis Kronach eingegliedert.

## Sehenswürdigkeiten
In der Liste der Baudenkmäler in Mitwitz sind für Hof an der Steinach zwei Baudenkmale aufgeführt.